# Antenna J-pole
L'antenna J-pole, nota anche con il nome antenna a J, è un'antenna trasmittente omnidirezionale verticale utilizzata nelle bande di frequenza delle onde corte. È stata inventata da Hans Beggerow nel 1909 per essere utilizzata nei dirigibili Zeppelin. Trainata dietro il sommergibile, è costituita da un singolo radiatore a filo lungo mezza lunghezza d'onda, in serie con uno stub risonante per l'accordatura, ottenuto con una linea di trasmissione parallela da un quarto d'onda, il quale adatta l'impedenza dell'antenna alla linea di alimentazione. Dal 1936 questa antenna iniziò ad essere utilizzata per trasmettitori terrestri con l'elemento radiante e la sezione di accordatura montati verticalmente, conferendo ad essa la forma della lettera "J" e dal 1943 assunse il nome di antenna a J. Quando la sezione radiante da mezz'onda viene montata orizzontalmente, ad angolo retto con lo stub per l'adattamento di impedenza da un quarto d'onda, tale variante è solitamente chiamata antenna Zepp.

## Funzionamento
L'antenna J-pole è un'antenna da mezz'onda omnidirezionale alimentata a un'estremità che viene adattata alla linea di alimentazione mediante uno stub a linea di trasmissione parallela da un quarto d'onda cortocircuitato. Affinché un'antenna trasmittente funzioni in modo efficiente, assorbendo tutta la potenza fornita dalla sua linea di alimentazione, l'antenna deve essere adattata in impedenza alla linea: essa deve avere una resistenza uguale alla resistenza caratteristica della linea di alimentazione. Un'antenna da mezz'onda alimentata ad un'estremità ha un nodo di corrente al suo punto di alimentazione, che le conferisce un'impedenza di ingresso molto elevata di circa 1000–4000 ohm. Questa è molto più elevata rispetto all'impedenza caratteristica delle linee di trasmissione, per questo richiede un circuito di adattamento di impedenza tra l'antenna e la linea di alimentazione.
Uno stub da un quarto d'onda cortocircuitato presenta un nodo simile ad alta impedenza alla sua estremità aperta, realizzando un buon adattamento all'antenna. Un ramo dello stub viene esteso di mezza lunghezza d'onda per formare l'antenna. Connettendo la linea di alimentazione dell'antenna al giusto punto lungo la linea di trasmissione, lo stub trasformerà questa impedenza riducendola in modo da adattarla all'impedenza più bassa della linea di alimentazione inferiore, consentendo all'antenna di essere alimentata in modo efficiente. Durante la costruzione, il giusto punto di connessione per la linea di alimentazione viene trovato facendo scorrere avanti e indietro la connessione della linea di alimentazione lungo lo stub monitorando, contemporaneamente, il ROS fino ad ottenere un adattamento di impedenza. Essendo un'antenna da mezz'onda, essa fornisce un piccolo guadagno di circa 2 dB rispetto a un'antenna ground plane da un quarto d'onda .

### Guadagno e diagramma di radiazione

Misurazioni di guadagno sul piano E dell'antenna J-pole rispetto al dipolo di riferimento.

Essendo sostanzialmente un dipolo, l'antenna J-pole presenta un diagramma di radiazione prevalentemente omnidirezionale nel piano orizzontale del campo H con un guadagno medio nello spazio libero prossimo a 2,2 dBi (0,1 dBd). Misurazioni e simulazioni confermano che lo stub da quarto d'onda modifica la forma circolare del diagramma nel piano H aumentando leggermente il guadagno sul lato dell'elemento stub a J e riducendo leggermente il guadagno sul lato opposto all'elemento stub a J. Perpendicolarmente allo stub a J, il guadagno è più vicino alla media complessiva: circa 2,2 dBi (0.1 dBd). Il leggero aumento rispetto al guadagno di un dipolo, pari a 2,15 dBi (0 dBd), rappresenta il piccolo contributo al diagramma apportato dallo sbilanciamento in corrente sulla sezione di adattamento. Il diagramma in elevazione o nel piano E rivela una leggera elevazione del lobo (intesa come maggiore irradiazione ad angoli di elevazione un po' più alti) nella direzione dell'elemento a J mentre dal lato opposto all'elemento a J il lobo è essenzialmente di tipo broadside, ossia perpendicolare all'asse dell'antenna. Al netto, l'effetto della perturbazione causata dallo stub da un quarto d'onda è un guadagno nel piano H approssimativamente da 1,5 a 2,6 dBi (da -0.6 dBd a 0.5 dBd).

### Aspetti ambientali
Come tutte le antenne, la J-pole è sensibile agli oggetti elettricamente conduttivi nelle vicinanze dove i campi possono dar luogo a fenomeni di induzione (cioè nella regione reattiva di campo vicino) e, tra le tipiche considerazioni sull'installazione del sistema, si dovrebbe anche mantenere una separazione sufficiente per minimizzare queste interazioni di campo vicino. Lo stub a linea di trasmissione parallela da un quarto d'onda presenta un campo elettromagnetico esterno con intensità ed estensione proporzionali alla distanza tra i conduttori paralleli. I conduttori paralleli devono essere mantenuti liberi da umidità, neve, ghiaccio e devono essere tenuti lontani da altri conduttori, tra cui pluviali, infissi metallici, scossaline, ecc. a una distanza da due a tre volte la distanza tra i conduttori paralleli dello stub. L'antenna J-Pole è molto sensibile alle strutture di supporto conduttive e otterrà le migliori prestazioni in assenza di collegamento elettrico tra i conduttori dell'antenna e la struttura di montaggio.

## Costruzione
L'antenna è costituita da due conduttori metallici rettilinei paralleli, uno di lunghezza pari a {\displaystyle {\frac {3}{4}}} di lunghezza d'onda e l'altro di lunghezza pari a {\displaystyle {\frac {1}{4}}} di lunghezza d'onda alla frequenza operativa, cortocircuitati insieme in basso. I materiali di costruzione tipici includono tubi metallici, linee a scaletta, o linee bifilari. Poiché la sezione di adattamento deve agire da linea di trasmissione, i conduttori paralleli non devono essere distanti più di 0,02 lunghezze d'onda.
L'antenna J-pole e le sue varianti possono essere alimentate con una linea bilanciata. Una linea di alimentazione coassiale può essere utilizzata se provvista di un mezzo per sopprimere le correnti RF lungo la stessa linea, ossia le correnti RF indesiderate lungo la faccia esterna del conduttore esterno del cavo coassiale. Il punto di alimentazione dell'antenna J-pole è posto in qualche punto tra la parte inferiore chiusa a bassa impedenza e la parte superiore aperta ad alta impedenza dello stub a J. Tra questi due estremi è sempre possibile trovare un punto di adattamento per qualsiasi impedenza tra i vari punti che vanno da un basso valore ad un alto valore di impedenza.
La configurazione a J-pole funziona correttamente quando è alimentata con una linea di alimentazione bilanciata (mediante un balun, un trasformatore o un choke) e non esiste connessione elettrica tra i suoi conduttori e i supporti circostanti. La documentazione storica relativa all'antenna J-pole suggerisce che l'estremità inferiore dello stub di adattamento sia a potenziale zero rispetto al suolo e che possa essere connessa a un filo di messa a terra o a un palo senza alcun effetto sul funzionamento dell'antenna. Ricerche successive affermano la tendenza del traliccio o del filo di messa a terra ad assorbire corrente dall'antenna, rovinando potenzialmente il diagramma di radiazione dell'antenna. Un approccio comune estende il conduttore al di sotto della parte inferiore dell'antenna J-pole, il che comporta correnti RF aggiuntive e indesiderate che fluiscono lungo ogni parte della struttura di montaggio. Generalmente, ciò modifica il diagramma di radiazione dell'antenna in campo lontano, ma non sempre, elevando i lobi primari al di sopra dell'orizzonte e riducendo l'efficacia dell'antenna per i servizi terrestri. Le antenne J-pole con connessione elettrica ai loro supporti spesso non vanno meglio e spesso vanno molto peggio rispetto alla più semplice antenna a monopolo. Uno stub per il disaccoppiamento dal traliccio riduce le correnti che possono fluire lungo quest'ultimo.

## Varianti

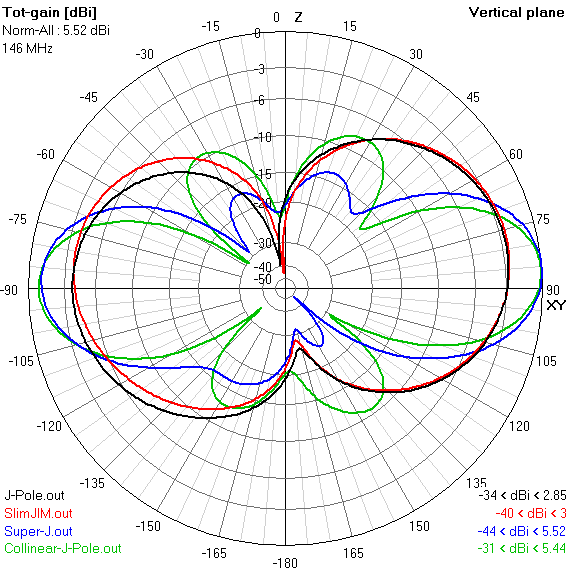
Grafici relativi al guadagno nel piano E delle varianti dell'antenna J-pole.

### Slim Jim antenna
Una variante dell'antenna J-pole è l'antenna Slim Jim, nota anche come 2BCX Slim Jim, che è correlata all'antenna J-pole allo stesso modo in cui un dipolo ripiegato è correlato a un dipolo. L'antenna Slim Jim rappresenta uno dei tanti modi per formare un'antenna J-Pole. Introdotta da Fred Judd (G2BCX) nel 1978, il nome deriva dalla sua costruzione in forma sottile, che in inglese si dice slim, e lo stub di adattamento di tipo a J (JIM sta per J Integrated Matching, che significa adattamento integrato a J).
La variante Slim Jim dell'antenna J-pole presenta caratteristiche e prestazioni simili a un'antenna da mezz'onda semplice o ripiegata e una tecnica di costruzione identica all'antenna J-pole to convenzionale. Judd ha trovato che la Slim Jim produce angoli di elevazione inferiori e prestazioni elettriche migliori rispetto a un'antenna ground plane da {\displaystyle {\frac {5}{8}}} di lunghezza d'onda. Le antenne Slim Jim realizzate da linee di trasmissione a scaletta utilizzano il conduttore parallelo esistente per l'elemento di dipolo ripiegato. Nella variante con tubo di rame, la Slim Jim utilizza più materiali senza alcun vantaggio in termini di prestazioni. Le antenne Slim non presentano alcun vantaggio in termini di prestazioni rispetto alle antenne J-pole convenzionali.
Approssimativamente il guadagno nel piano H dell'antenna Slim Jim è tra 1,5 te 2,6 dBi (−0,6 dBd to 0,5 dBd).

### Super-J antenna
La variante Super-J dell'antenna J-pole aggiunge un altro radiatore collineare da mezz'onda al di sopra della convenzionale configurazione a J e connette i due mediante uno stub di fasatura per garantire che entrambe le sezioni verticali da mezz'onda irradino con le correnti in fase. Spesso, lo stub di fasatura tra le due sezioni da mezz'onda è del tipo Franklin.
Rispetto al modello J-pole convenzionale, l'antenna Super-J comprime l'ampiezza del fascio verticale e presenta un guadagno maggiore. Entrambe le sezioni radianti hanno una separazione insufficiente per ottenere i massimi vantaggi delle schiere collineari, il che comporta un aumento di guadagno leggermente inferiore rispetto agli ottimali 3 dB che si dovrebbero avere rispetto a una convenzionale antenna J-pole o da mezz'onda.
Il guadagno approssimativo nel piano H dell'antenna Super-J va da 4,6 a 5.2 dBi (da 2,4 dBd a 3,1 dBd).

### Antenna a J collineare
L'antenna a J collineare migliora l'antenna Super-J separando le due sezioni radianti da mezz'onda per ottimizzare il guadagno utilizzando una bobina di fasatura. The resulting gain is closer to the optimum 3 dB over a conventional J-pole or halfwave antenna.
Il guadagno approssimato nel piano H dell'antenna a J collineare va da 4,6 a 5,2 dBi (da 2,4 dBd a 3,1 dBd).

### Diagrammi nel piano E per il guadagno delle varianti
Il grafico confronta il guadagno nel piano E delle tre varianti di cui sopra rispetto all'antenna a J convenzionale.
L'antenna a J convenzionale e la variante SlimJIM sono quasi identiche dal punto di vista del guadagno e del diagramma di radiazione. La Super-J presenta il vantaggio di mettere in fase e orientare correttamente un secondo radiatore sopra il primo. L'antenna a J collineare mostra prestazioni leggermente superiori rispetto alla Super-J.

### Funzionamento a doppia banda in terza armonica
La versione base della J-pole antenna risuona sulla terza armonica della frequenza più bassa per cui è progettata. Il funzionamento in questo modo, a frequenze rispetto alle quali la sua lunghezza corrisponde a {\displaystyle {\frac {3}{2}}} di lunghezza d'onda, produce un diagramma di radiazione dell'antenna sfavorevole per operazioni di terra.
Per fronteggiare il cambiamento del diagramma di radiazione, esiste una varietà di tecniche che permettono di condizionare presumibilmente un'antenna a J, che operi in terza armonica o vicino alla terza armonica, in modo che, nel radiatore sopra lo stub, sia attiva solo una semionda. Tutte prevedono l'utilizzo di un choke (induttanza) ad alta impedenza in corrispondenza del primo anello in tensione. Questi metodi non raggiungono pienamente lo scopo poiché applicare un choke in un punto ad alta impedenza mediante un'alta impedenza permette all'energia di passare attraverso il choke.